# Cigaretta

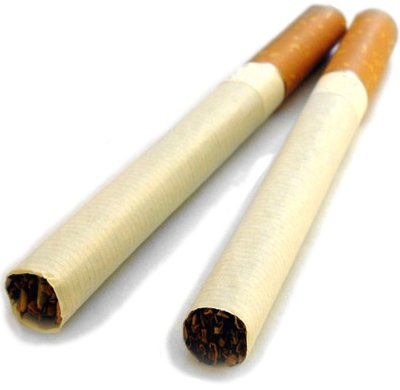
Két f6 márkájú keletnémet cigaretta

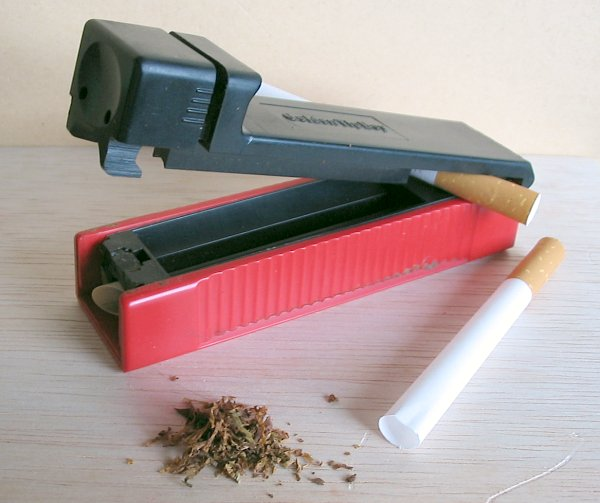
Cigarettatöltő

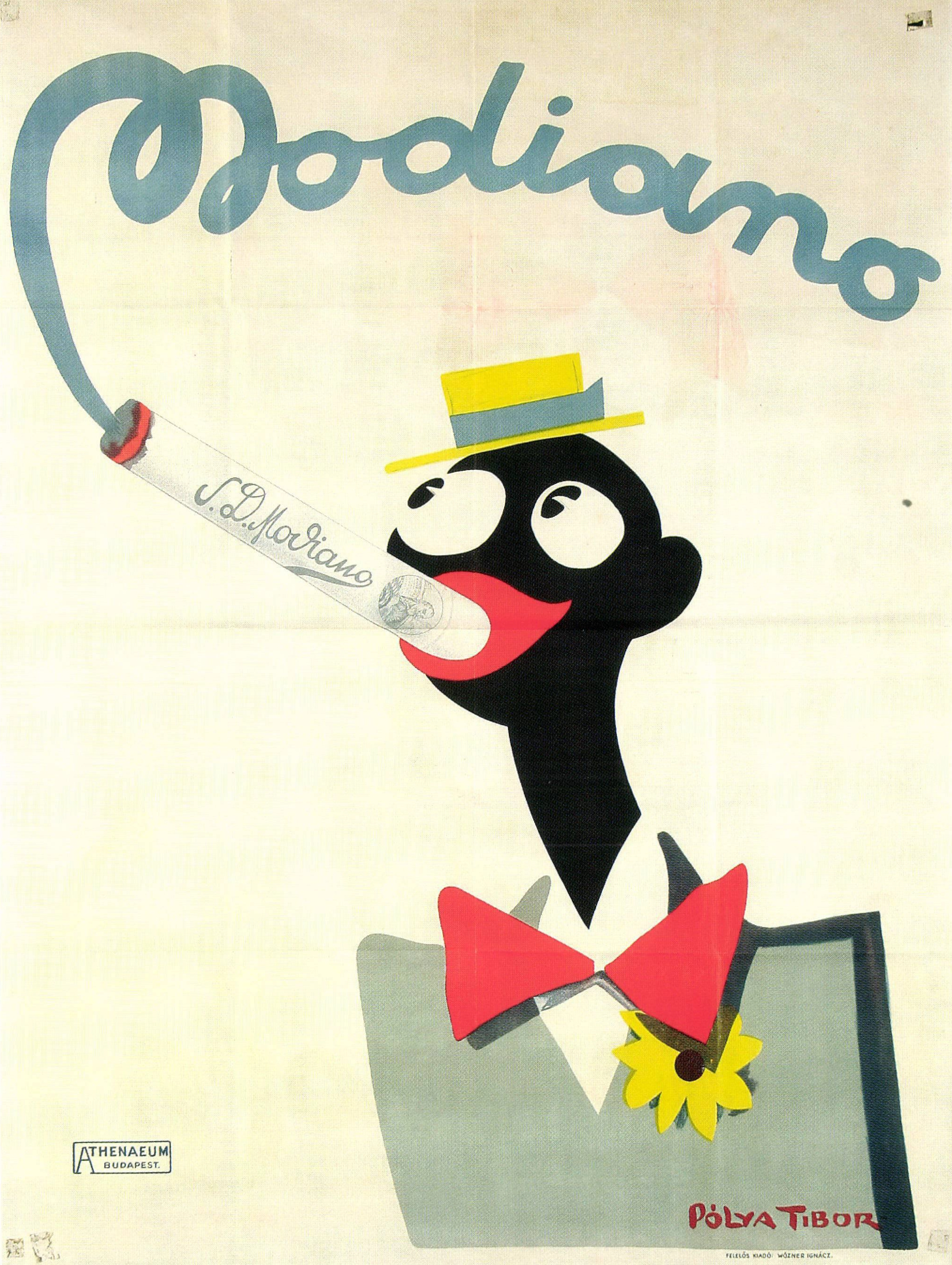
Modiano

A cigaretta a dohánytermékek közé tartozó élvezeti cikk, melynek fogyasztása elterjedt szokás a világ nagy részén. Mivel egyre többen ismerik meg a dohányzás káros hatásait, ezért a dohányzás megítélése egyre negatívabb. A cigarettaszálak kis tekercsnyi apró, vékony szálakra vágott dohányból, cigarettaszűrőből, és ezek vékony papírborításából állnak. A legtöbb modern cigaretta tartalmaz szűrőt, bár használatuk nem csökkenti a dohányzás ártalmait, sőt, egyes kutatások szerint még nőhetnek is az egészségügyi kockázatok.
A cigaretta szó általában a dohánylevélből készült cigarettára utal, de más növényekből is készítenek hasonlót, például cannabisból. A cigarettát a szivartól annak kisebb mérete, megmunkált levelek használata és papírcsomagolása különbözteti meg. A papír általában fehér, de más színű cigarettapapír is létezik. A szivar jellemzően teljesen egész leveles dohányból készül.
A cigaretta fogyasztása bizonyítottan ártalmas az egészségre, a magyar lakosság 20%-a, azaz minden ötödik ember, a dohányzás következményeként hal meg. Egyik legfőbb okozója a tüdő- és légúti rák, a különböző szív- és érrendszeri megbetegedések kialakulásának, a végtagvesztésnek és a vakság kialakulásának. Emellett a cigaretta nem csak a fogyasztóinak, hanem a dohányos emberek környezetében élők egészségét is károsíthatja a passzív dohányzás révén. Ezen kívül elsődleges pszichoaktív kémiai alkotójának, a nikotinnak köszönhetően erős függőséget okozhat. Mindezek ellenére még mindig viszonylag elterjedt, fogyasztásának növekedése elsősorban a gazdaságilag elmaradott országokra jellemző. A cigaretta ráadásul nagyban hozzájárul a környezetkárosításhoz.
Amellett, hogy károsítja a környezetet, az Egészségügyi Világszervezet adatai szerint a dohányzás évente 8 millió ember halálát okozza világszerte, és jelentős egészségügyi költségeket eredményez.
A cigaretta fogyasztásának mértéke világszerte változó. Bár a dohányzók aránya a fejlett országokban stagnál vagy csökken, a gazdaságilag elmaradott országokban továbbra is növekszik. A nemdohányzók védelme és a dohányzás visszaszorítása érdekében számos országban egyre szigorúbb törvények szabályozzák a dohányzás körülményeit.

## Története

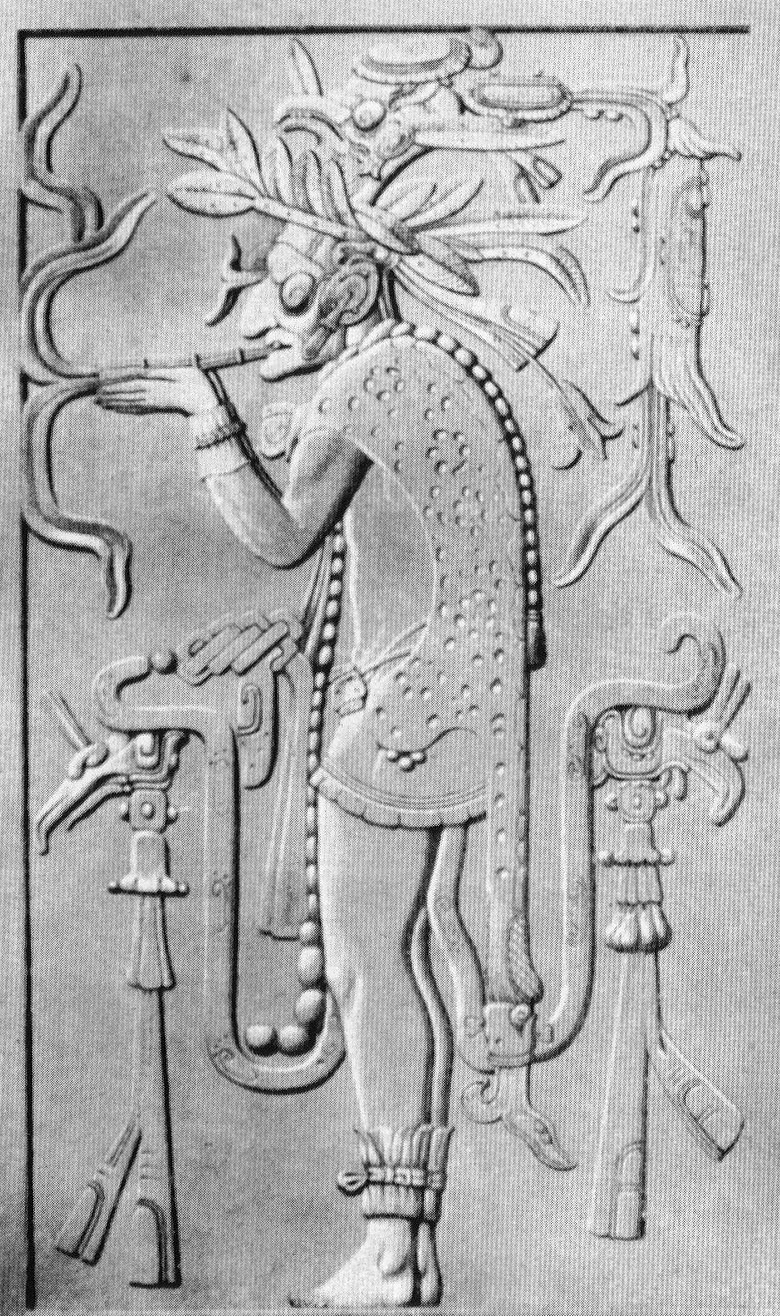
Egy Palenque-ben, Mexikóban talált kőfaragás, amelyen egy maja pap dohányt szív

A cigaretta legkorábbi formáit Közép-Amerikában használták a kilencedik század körül, vékony dohányrudak és más segédeszközök kíséretében, de innen ered a pipázás szokása is. Az első cigarettaszerű tárgyak inkább a mai szivarra, mint cigarettára emlékeztettek. A maja, később az azték civilizációban elsősorban rituális szertartásokban használták, gyakran más pszichoaktív drogokkal együtt, vallásos önkívület elérésére. Agyagból készült használati tárgyakon, templomi metszeteken ábrázoltak dohányzó vallásos főméltóságokat vagy isteneket.
A cigaretta, a szivar és a pipa használata volt a dohányfogyasztás legelterjedtebb módja a Karib-szigeteken, Mexikóban, Közép- és Dél-Amerikában egészen a közelmúltig.
A dél- és közép-amerikai cigarettákat különböző növényi csomagolással burkolták. Spanyolországba való behozatala után kukoricalevélbe csavarva fogyasztották a dohányt, majd a tizenhetedik században kezdett teret hódítani a finom papírborítás. Az ebből származó terméket papelatének hívták, ami megtalálható Goya La Cometa, La Merienda en el Manzanares és El juego de la pelota a pala című festményein is.
1830-ra a cigaretta eljutott Franciaországba, ahol megkapta a cigaretta nevet (cigar = szivar, -ette = kicsi). 1845-ben a francia állami dohánymonopólium megkezdte a cigaretta tömeges gyártását.
Georges Bizet Carmenjében, amit Spanyolországban mutattak be 1830-ban, a főszereplő Carmen a történet elején egy cigarettagyárban dolgozik.
Az angolszász világban a cigaretta fogyasztása a krími háború alatt és után terjedt el, amikor a brit katonák mindenben igyekeztek felülmúlni oszmán török bajtársaikat és orosz ellenségeiket, még a dohányzás terén is. Ebben nagy segítségükre volt az egyiptomi cigarettaipar fellendülése. Ez idő tájt kezdett elterjedtté válni a cigarettázás a világ más országaiban is.
A nyugati civilizációban a cigarettázás szokása általánosan csak a 20. században terjedt el. Az USA-ban a század kezdetén az egy főre eső évenkénti cigarettafogyasztás 54 szál volt (azaz a lakosság kevesebb mint 0,5%-a szívott el 100 szálnál többet évente). A cigarettafogyasztás 1965-ben tetőzött, 4259 szál/év/fővel. Akkoriban már a férfiak 50%-a és a nők 33%-a dohányzott, azaz az amerikaiak évente több mint száz szálat szívtak el. 2000-re a fogyasztás 2092 szál/év/főre csökkent, mely azt jelenti, hogy a férfiak mintegy 30%-a és a nők mintegy 22%-a szívott 100 szálnál többet évente. 2006-ra az egy főre jutó fogyasztás tovább csökkent, 1691 szálra, ami arra utal, hogy a lakosságnak mintegy 21%-a szívott 100 szál cigarettát vagy annál többet évente.
Maga a cigaretta sokat változott az idők folyamán: például a cigarettán a dohányzás tengelyéhez képest átlósan elhelyezkedő vékony sávok hátterében az áll, hogy a papír a hatékony égés megkönnyítése céljából vékony és vastag variánsokból készül, melyek szíváskor segítik a hatékony égést, nyugalmi állapotban pedig akadályozzák az önégést.

## Előállítása
A kereskedelmi célzattal gyárilag előállított cigaretta látszólag egyszerű tárgy: alapvetően dohánykeveréket, papírt, a külső réteget összetartó ragasztót és többnyire cellulóz-acetát alapú szűrőt tartalmaz. Míg magának a cigarettának az előállítása viszonylag egyszerű, a gyártók nagy figyelmet szentelnek a dohányösszetevőkre, amelyeknek a hagyományosan kevert cigarettákban van nagy szerepe. Összesen mintegy 5000 olyan adalékanyagot regisztráltak a hatóságok világszerte, amit cigarettagyártás során használhatnak. Ezeknek túlnyomó többsége vagy technikai adalékanyag – ami például segíti a dohányt nedvesen tartani az aprítás során, vagy pótolja a szárítás során elveszett természetes növényi cukrot -, vagy ízanyag, amivel maguknak az egyes dohányfajtáknak a karakterisztikus ízeit hangsúlyozzák.

A cigaretta keresztmetszete:
1. A szűrő, amely 95%-ban cellulóz-acetátból készül
2. A szűrőt borító papírréteg
3. A dohányt borító papírréteg
4. A dohány

### Papír
A papír, amelybe a cigarettát tekerik, változhat a porózusság szempontjából. Feladata – azon túlmenően, hogy összetartsa a cigarettadohányt – az, hogy segítse a szellőzést, vagy tartalmazhat olyan anyagokat, amelyek befolyásolják az égési sebességét és keményebbé teszik a hamut. A cigarettafiltert körülölelő papír megvédi a szűrőt a nyáltól, továbbá mérsékli a cigaretta égési sebességét.
Simon Chapman, a University of Sydney közegészséggel foglalkozó professzora véleménye szerint a cigaretta papírjában található égő részecskék miatt van a legtöbb cigaretta által okozott tűzeset, és ha azoknak a mértékét csökkentenék, azzal csökkentenék egyúttal a cigaretták károsanyag kibocsátó mértékét is. 1980-tól kezdve a Phillip Morris és az RJ Reynolds cégek kifejlesztettek ugyan tűzbiztos cigarettákat, de ezek sohasem kerültek forgalomba.
A cigarettapapír égési sebességét a papírban található különböző cellulóz mikrokristályok szabályozzák. A tűzbiztos cigaretta létrehozásánál a cigarettapapíron különböző porozitású sávokat alakítottak ki. Ezeknek a különlegesen kialakított cigarettáknak mérsékelt az égési sebessége, ami lehetővé teszi, hogy maguktól kialudjanak, ha nem szívják. A tűzbiztos papír gyártásakor mechanikailag megváltoztatják a papírpépet.
New York állam volt az első az Egyesült Államokban, amelyik elrendelte, hogy az elkészített és eladott cigarettáknak meg kell felelniük a tűzbiztossági szabályoknak. További amerikai államok is tervezik ezt a határozatot bevezetni. Kanadában is foganatosítottak ilyen intézkedést, hasonló alapfogalmakkal.
Az Európai Unió 2011-ig be szerette volna tiltani a nem tűzveszély-biztos cigaretták forgalmazását. Egy, az EU által elvégeztetett kutatás szerint az uniós országokban a 2005 és 2007 közötti időszakban 11 000 tűzeset keletkezett a cigaretta miatt. Ezek a tüzek 520 halálesetet és 1600 sérülést okoztak.

### Dohánykeverék, cigarettadohány

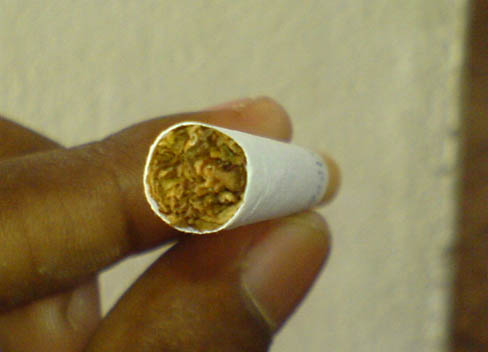
A cigaretta dohányos, gyújtható vége

A világ dohányosainak 75%-a kevert cigarettát fogyaszt. A hagyományosan kevert cigarettákat háromféle dohány alkotja: a Virginia, a Burley és az Oriental. A keverés adja meg az adott cigaretta jellegzetes ízét, amely a különböző vidékeken termesztett dohányleveleknek köszönhető. Ezek minősége az íz szempontjából évről évre, a környezeti hatásoktól függően változhatnak.
A keverést és a töltést megelőzően a leveleket kiválogatják, feldolgozzák és érlelik. A különböző receptúrákban a levéldohányok keverékéhez különféle nedvesítőanyagokat (például propilén-glikolt és glicerint) és egyéb technikai adalékanyagot adnak (pl. a szárítás során elveszett növényi cukrot pótolandó kakaó- vagy szentjánoskenyér-kivonatot). Ezt követően aprítják a dohányt, amit íz- és illatanyagokkal kevernek, a dohánykeverék természetes ízkonzisztenciájának javítása és az egyes márkákhoz társított ízek előállítása érdekében. Az íz- és aromaanyagok fő feladata, hogy visszaadják a dohánynak a feldolgozás során az ismételt nedvesítés és szárítás következtében elveszített aromáját. Végül a dohánykeveréket a cigarettahengerekbe töltik, majd a kész cigarettákat csomagolják.
Az 1950 után készült cigaretták, bár nagyobb részben aprított dohánylevélből készülnek, a keverés előtt a gyártó jelentős mennyiségű dohánygyártási mellékterméket is belekever. A dohánykeverékek főleg flue-cured (füsttel kezelt) fényes levelekből, burley és oriental dohánytípusokból állnak. Keverés és betöltés előtt a dohányleveleket válogatják, feldolgozzák és szárítják. A feldolgozás, aprítás során gyártási melléktermékek keletkeznek, mint a levélnyél, dohánypor és levéldarabkák. A cigarettagyártás gazdaságossága érdekében ezeket a melléktermékeket egy különálló folyamat során olyan formára dolgozzák fel, hogy a keverékbe visszajuttatva ne okozzanak minőségcsökkenést.
Az egész dohánylevelekből készíthetnek úgynevezett térfogatnövelt (expanded) dohányt is. A dohányt felpuffasztják, vagyis megnövelik a térfogatát azáltal, hogy szén-dioxiddal szaturáltatják, majd felmelegítik, hogy a dohányban található szaturált szén-dioxid elhagyja azt. Ezáltal a fizikai állapota megváltozik, hasonlóan a polisztirol habok felpuffadásához. Ezzel a folyamattal készítik el a „light” (gyengébb) cigarettákba való dohányt, mivel az eljárással csökkentik a dohány sűrűségét a cigarettában, így méretben azonos cigarettaszálakat kevesebb dohány felhasználásával tudnak előállítani.

### Kézzel sodort cigaretta
A kézzel sodort cigaretta (sodrós cigaretta, tekert cigaretta) valójában vágott dohányból és cigarettapapírból kézzel vagy kézi töltővel készített cigarettát takar. A sodorható termékeket általában csomagban, vágott dohányként árulják. A sodort cigarettához külön filter is vásárolható, a dohányos ezt is a cigarettába tekerheti.
Ennél a terméknél a dohányos maga dönti el, hogy milyen átmérőjű cigarettát szeretne sodorni, így változtatva a cigaretta erősségét. A sodrós dohány ugyanúgy okozhat különféle betegségeket, mint minden más dohánytermék. A kézzel sodort cigaretta fogyasztása az utóbbi időben kezdett jelentősen megnőni, mert jóval kisebb a jövedéki adótartalma, mint a dobozos cigarettának, és ezért jelentősen alacsonyabb áron lehet hozzájutni.

## Adózás
A cigaretta sok országban jelentős adóbevételi forrás. Ez a tény mindig is korlátozta a dohányzás visszaszorításán dolgozó egészségügyi csoportok sikerességét, mivel a kormányok általában maximalizálni akarják az adóbevételeket, és ez gyakran háttérbe szorítja a közegészségügyi szempontokat. Az USA-ban a cigaretta adótartalma államonként eltérő; megállapítható, hogy ott, ahol a dohány jelentős mezőgazdasági ágazati tényező, a cigaretta adótartalma általában alacsonyabb. Pedig kutatási eredmények szerint a cigarettaárak emelésekor csökken a dohányzás mértéke. Minden 10 százalékos cigarettaáremelés hatására a fiatalok dohányzása mintegy hét százalékkal, a teljes fogyasztás pedig mintegy négy százalékkal csökken. Ezért a cigaretta adótartalmának emelését gyakran javasolják a dohányzás csökkentésének eszközeként.
Ezen kívül több ország állami monopóliummá tette a cigaretta és más dohánytermékek kiskereskedelmét.

### Magyarország
A *-gal jelölt évtől (2007) kezdve a dobozok 20 szál helyett 19 szálat tartalmaznak.
A **-gal jelölt évtől (2016) kezdve a dobozok újra 20 szálat tartalmaznak. 
| Év     | Multifilter egyéves fogyasztói átlagára/doboz (20 szál) | Sopianae egyéves fogyasztói átlagára/ doboz (20 szál) | Symphonia egyéves fogyasztói átlagára/ doboz (20 szál) |
| ------ | ------------------------------------------------------- | ----------------------------------------------------- | ------------------------------------------------------ |
| 1996   | 146                                                     | 115                                                   | 109                                                    |
| 1997   | 175                                                     | 139                                                   | 130                                                    |
| 1998   | 210                                                     | 169                                                   | 157                                                    |
| 1999   | 239                                                     | 198                                                   | 183                                                    |
| 2000   | 272                                                     | 228                                                   | 210                                                    |
| 2001   | 301                                                     | 258                                                   | 236                                                    |
| 2002   | 332                                                     | 287                                                   | 262                                                    |
| 2003   | 389                                                     | 344                                                   | 314                                                    |
| 2004   | 462                                                     | 411                                                   | 377                                                    |
| 2005   | 455                                                     | 433                                                   | 411                                                    |
| 2006   | 476                                                     | 461                                                   | 401                                                    |
| 2007*  | 501                                                     | 481                                                   | 430                                                    |
| 2008   | 523                                                     | 502                                                   | 451                                                    |
| 2009   | 569                                                     | 547                                                   | 491                                                    |
| 2010   | 619                                                     | 602                                                   | 538                                                    |
| 2011   | 591                                                     | 557                                                   | 550                                                    |
| 2012   | 712                                                     | 690                                                   | 663                                                    |
| 2013   | 835                                                     | 814                                                   | 787                                                    |
| 2014   | 973                                                     | 946                                                   | 912                                                    |
| 2015   | 1010                                                    | 968                                                   | 947                                                    |
| 2016** | 1040                                                    | 992                                                   | 980                                                    |
| 2017   | 1120                                                    | 1080                                                  | 1040                                                   |
| 2018   | 1190                                                    | 1150                                                  | 1080                                                   |
| 2019   | 1300                                                    | 1260                                                  | 1180                                                   |

## Értékesítés

### Reklámozási korlátozások illetve tilalmak
A cigarettareklámokat egészen a 20. század második felének a közepéig [forrás?] nem korlátozták: eddig az időszakig számos nevezetes reklámkampányt bonyolítottak le a dohánygyárak. A világon hamarosan széles körben elterjedő szigorítás 1970. április 1-jén kezdődött, amikor Richard Nixon amerikai elnök aláírta a Közegészségügyi Cigarettatörvényt (Public Health Cigarette Smoking Act), és elsőként tiltották be a cigarettareklámoknak a televíziós adásokban való sugárzását. 
A korlátozásokat számos országban a dohányáruk bárminemű reklámozásának tilalma követte. Egyes országokban a jogalkotók arra törekednek, hogy az átlagos fogyasztó a dohánytermékekkel egyáltalán ne is találkozhasson: Kanadában, Írországban, Izlandon és Norvégiában például betiltották a dohánytermékek bolti kihelyezését. Más országokban azt vizsgálják, hogy milyen hatása lehet a védjegyek eltávolításának, és annak, hogy a dohánytermékeket egyencsomagolásban lehessen csak forgalomba hozni.

### Fiatalkorúak dohányzásának korlátozása
1998. április 1-jével kezdődően mind az ötven USA állam betiltotta a cigaretta és egyéb dohánytermékek 18 éves kor alatti személyeknek történő értékesítését, sőt Alabama, Alaszka, New Jersey és Utah államok, valamint a New York állambeli Nassau, Suffolk és Onondaga megyék a korhatárt 19 évre emelték, ezzel kívánva megakadályozni, hogy a felsőbb osztályokba járó középiskolás diákok fiatalabb társaiknak cigarettát vásároljanak.
Hasonló törvények vannak hatályban számos más országban is. Kanadában például a szövetségi államok jelentős részében előírás, hogy csak 19 évnél idősebb személy vásárolhat cigarettát (kivételt képez ez alól Québec, Saskatchewan, Manitoba és Alberta, ahol a törvény által előírt életkor 18 év). A minimum életkor azonban csak a vásárlásra vonatkozik, a fogyasztásra nem. Egyedül Albertában tér ki a törvény arra, hogy 18 évnél fiatalabb személy nem birtokolhat vagy használhat dohányterméket. Ausztráliában, Új-Zélandon és Pakisztánban tilos 18 évnél fiatalabb személynek bármilyen dohányterméket értékesíteni.
2007. október 1-jétől Nagy-Britannia négy tagországából háromban (Angliában, Walesben és Skóciában) törvény tiltja, hogy a kereskedők bármilyen dohányterméket 18 évnél fiatalabb személynek értékesítsenek (a korhatár 16 évről emelkedett 18-ra). Ezen kívül tilos 18 évnél fiatalabb személynek öngyújtót, cigarettapapírt és egyéb dohányzással összefüggő terméket értékesíteni. Érdekes módon a szigetországban nem törvénybe ütköző, ha a 18 évnél fiatalabb személy dohányt vásárol vagy ha dohányzik, csak az törvényellenes, ha a kereskedő 18 év alatti személynek adja el a terméket. A 16-ról 18 évre emelkedő alsó korhatár Észak-Írországban 2008. szeptember 1-jével lépett hatályba. Írországban a kisebb, tízes csomag cigarettára vonatkozó tilalom 2007. május 31-én lépett törvényerőre annak érdekében, hogy csökkenjen a kiskorúak dohányzása. Az Egyesült Királyság Egészségügyi Minisztériuma hasonló lépéseket tervez.
A világ legtöbb országában a dohányzásra vonatkozó korhatár 18 év. Németország 2007. szeptember 1-jétől emelte 16 évről 18-ra a vásárlásra vonatkozó alsó korhatárt, azonban az összes nyilvános helyen lévő németországi cigaretta-automatának ellenőriznie kell a vásárló életkorát, ami úgy történik, hogy a gép kéri, hogy a vásárló helyezzen be egy bankkártyát. Törökországban, ahol a dohányosok aránya az egyik legmagasabb, a legális alsó korhatár szintén 18 év. Érdekes eset Japán, az egyik legtöbb dohányt fogyasztó ország: itt a vásárlás alsó korhatára 20 év (akárcsak a szavazati jog alsó korhatára). 2008 júliusától Japán a „taspo smart kártya” (dohánykártya) révén kívánja ellenőrizni a korhatárt a cigarettaárusító automatáknál. Más országokban, például Egyiptomban, semmilyen életkorban nem törvénybe ütköző dohányterméket használni vagy vásárolni.
Az Egyesült Államokban egy 2019-ben elfogadott törvény értelmében 18 évről 21 évre emelték a dohánytermékek vásárlásának korhatárát. A szigorítás ugyanúgy vonatkozik a hagyományos cigarettára, mint az e-cigarettára és minden más dohánytermékre. A szigorításra azért volt szükség, mert bár a hagyományos cigaretta fogyasztása visszaszorulóban van az iskolások között (csak 3,2 százalékuk szív naponta), de az e-cigaretták használata egyre terjedt, 2019-ben már 20,9 százalékuk használta. 

## Fogyasztás
A világon évente megközelítőleg 5,5 billió cigarettát gyártanak, amit körülbelül 1,1 milliárd ember, azaz több mint az össznépesség egyhatoda fogyaszt el. Míg a fejlett országokban jelentős mértékben csökken a fogyasztás, addig a világ más, fejlődő országaiban nő a cigarettázási arány: az Egyesült Államokban 1965 és 2006 között 42%-ról 20,8%-ra csökkent az arány a felnőttek körében, míg a fejlődő országokban az éves fogyasztás 3,4%-kal növekedett.
| Régió                | Férfiak | Nők |
| -------------------- | ------- | --- |
| Afrika               | 29      | 4   |
| Egyesült Államok     | 35      | 22  |
| Kelet-Mediterrán     | 35      | 4   |
| Európa               | 46      | 26  |
| Délkelet-Ázsia       | 44      | 4   |
| Nyugat Csendes Óceán | 60      | 8   |

| Ország           | Lakosság (millió) | Elfogyasztott cigaretták (milliárd) | Elfogyasztott cigaretták (fejenként) |
| ---------------- | ----------------- | ----------------------------------- | ------------------------------------ |
| Kína             | 1248              | 1643                                | 1320                                 |
| Egyesült Államok | 270               | 451                                 | 1670                                 |
| Japán            | 126               | 328                                 | 2600                                 |
| Oroszország      | 146               | 258                                 | 1760                                 |
| Indonézia        | 200               | 215                                 | 1070                                 |

|      | Elhalálozottak száma | Összhalálozás százaléka |
| ---- | -------------------- | ----------------------- |
| 1970 | 20 000               | 17                      |
| 1999 | 28 000               | 20                      |

## Egészségügyi kérdések
A cigarettában található elsődleges pszichoaktív kémiai anyag – a nikotin – függőséget okozhat. A terhes nők dohányzásával kapcsolatban kimutatták, hogy a cigaretta használata születési rendellenességeket, szellemi és testi fogyatékosságot okozhat. A cellulóz-acetát és a szénrészecskék cigaretta általi belélegzése pedig tüdőrákot okozhat.

### Grafika a cigarettás dobozokon
Sok országban kötelező a cigarettásdobozokon egészségügyi figyelmeztetést elhelyezni. Az egyik első ilyen ország az Egyesült Államok volt, de ide tartozik Kanada, az európai országok, Ausztrália és több ázsiai ország is (például Hongkong).

### Dohányzási tilalmak
Számos törvényhozás korlátozásokat vezetett be a dohányzást illetően, különösen a nyilvános helyen történő dohányzással kapcsolatban. A tilalom indoklása elsődlegesen a passzív dohányzással összefüggő negatív egészségügyi hatásokat hozta fel.

### Elektronikus cigaretta
Az elektronikus cigaretta a nikotinbevitel alternatívája, mely kinézetében hasonlít a cigarettára, de füst nem termelődik. Viszonylag új keletű megjelenése miatt hatásai még nem ismertek. Használata több országban is illegális, például Új-Zélandon, Ausztráliában és Szingapúrban, más országokban, például Kanadában és Dániában hatósági engedély szükséges a forgalmazásához.

### Cigarettaszűrő

Egy elnyomott csikk a hóban

Az általánosan elterjedt neve a cigaretta elszívás utáni maradékának a cigarettacsikk, filter vagy szűrő. A szűrő általában a cigaretta teljes hosszúságának a 30%-át teszi ki. A filter egy papírhengerben van, ez tartalmazza a dohány és a hamu maradékának egy részét, valamint a kátrányt. Különleges esetekben a szűrő kisebb mértékben megég, ha túl sokáig szívják a cigarettát. A cigaretta vége sok közvélemény-kutatás tárgya, hogy az emberek ez alapján hogyan értékelik, ítélik meg a márkát, illetve a gyártót.
A közkeletű vélekedéssel ellentétben a cigarettaszűrő nem csökkenti, hanem még akár tovább növelheti a cigaretta káros hatásait.

## A cigaretta által okozott környezetkárosítás
A csikkben lévő füstszűrő általában cellulóz-acetátból készül és elvileg újrahasznosítható, ennek ellenére nagyon ellenálló tud lenni a lebomlással szemben, mely folyamat akár évekig is eltarthat.
A csikk olyan – a cigarettából származó – vegyi anyagokat tartalmaz, amelyek szennyezik az élővizeket és az ivóvízkészleteket. Egy 2014-es tanulmányban halakon vizsgálták a cigaretta és a szűrő hatásait. Ennek során azt állapították meg, hogy a vízben lévő, ép, teljes cigaretta, valamint a visszamaradt csikk is mérgező hatású volt a kísérletben részt vevő fajokra. Ehhez viszonylag alacsony koncentráció is elég volt, így már 1-2 cigarettacsikk is elég volt literenként, hogy 96 órán belül halált okozzon a halak 50%-ának. Ugyanezen tanulmányban azt is megállapították, hogy a használt cigarettaszűrő mérgezőbb hatású, mint az új, használaton még nem átesett szűrő.
A világ 1,3 milliárd dohányosa a becslések szerint évente kb. 4,5 billió cigarettacsikktől nem megfelelő módon szabadul meg, így a csikkek a leggyakrabban a környezetbe kerülő hulladékok a bolygón. 2006-ban az International Coastal Cleanupban a cigaretták és a cigarettacsikkek az összegyűjtött szemét 24,7%-át tették ki, több mint kétszer annyit, mint bármelyik más összegyűjtendő kategória. Sok kormány bünteti az égő cigarettákat elővigyázatlanul eldobó személyeket, például az amerikai Washington állam 1025 dolláros büntetést szab ki az ilyen cselekmények elkövetőire.
Az égő cigarettacsikkek rengeteg otthoni tűzesetet, illetve bozóttüzeket és erdőtüzeket idéznek elő, amely tüzek hatalmas károkat okoznak a magántulajdonban, az állami tulajdonban, és a környezetben, valamint sérüléseket és halált is eredményeznek.
A cigarettacsikkek által okozott környezeti károk csak egy része annak a jelentős környezeti kárnak, amit a dohányipar okoz, hiszen a dohány gyakran kivágott erdők helyén nő, a termékek előállítása pedig károsítja a talajt, szennyezi a levegőt és a vizeket. Évente fák milliárdjait vágják ki azért, hogy cigaretta készülhessen: a dohányipar felel a globális fakitermelés 5 százalékáért. A cigarettacsikkek adják az óceánokból összegyűjtött hulladék 20 százalékát.
A kár vélhetően egyre nagyobb lesz, ahogy az elektromos cigaretták elterjedtebbé válnak. Az elektromos eszközök hulladéka ugyanis jóval komolyabb környezeti veszélyt jelent, mint a cigaretta, mivel fémeket, áramköröket, egyszer használatos műanyagpatronokat, akkumulátorokat és a folyadékokban mérgező kémiai anyagokat tartalmaznak.

## Ismertebb cigarettamárkák
- 1st Class
- 305's
- 520
- Alpine
- Ashford
- Army Club
- Barclay
- Basic
- Belair
- Benson & Hedges
- Bond
- Budapest Archiválva 2022. június 26-i dátummal a Wayback Machine-ben
- Camel
- Capri
- Carlton
- Carpați
- Chesterfield
- Corvina
- Daru
- Délibáb
- Davidoff
- Djarum
- Doral
- Drina Jedina
- Dunhill
- Eclipse
- Export A
- Ezüst Kossuth Archiválva 2011. május 16-i dátummal a Wayback Machine-ben
- Fecske
- Filtol
- Főnix
- GPC
- Gauloises
- Glamour
- Golden Gate
- Harmonia
- Helikon
- Kent
- Kool
- Kossuth
- Lánchíd
- L&M
- Lucky Strike
- Marlboro
- Mentha
- Merit
- Misty
- Modiano
- Monarch
- More
- Multifilter
- Munkás Archiválva 2016. március 4-i dátummal a Wayback Machine-ben
- Mustang
- Nádor
- Natural American Spirit
- Now
- Pall Mall
- Pálma
- Parliament
- Pénzügyőr
- Románc
- Philipp Morris
- Ronson
- Salem
- Savaria
- Sellő
- Sopianae
- Symphonia
- Sláger
- Tareyton
- Terv
- Tihany
- Tisza
- Tulipán
- Tucson
- Vantage
- Velence
- Viceroy
- Virginia Slims
- West
- Winston
- Winfield
- Modiano

## Fordítás
Ez a szócikk részben vagy egészben  a   Cigarette című angol Wikipédia-szócikk ezen változatának fordításán alapul.  Az eredeti cikk szerkesztőit annak laptörténete sorolja fel. Ez a jelzés csupán a megfogalmazás eredetét és a szerzői jogokat jelzi, nem szolgál a cikkben szereplő információk forrásmegjelöléseként.